# Isígon (escultor)
Isígon (en llatí: Isigonus, grec antic: Ἰσίγονος) fou un escultor grec.
Va ser un dels artistes que va representar les batalles que van lliurar Àtal I i Èumenes I de Pèrgam contra els gàlates vers el 239 aC, cosa que fa suposar que va viure el segle iii aC.